# Nghị viện Ba Lan
Quốc hội Ba Lan hay Nghị viện Ba Lan là cơ quan lập pháp lưỡng viện của Ba Lan, bao gồm Thượng viện và Sejm (hạ viện). Cả hai viện đều nằm trong Khu phức hợp Hạ viện và Thượng viện ở Warsaw. Hiến pháp của Ba Lan không đề cập đến Nghị viện như một cơ quan, mà chỉ đề cập đến Thượng viện và Sejm.
Các thành viên của cả hai viện được bầu bằng cách bầu cử trực tiếp, thường là bốn năm một lần. Hạ viện có 460 thành viên, trong khi Thượng viện có 100 thượng nghị sĩ. Để trở thành luật, một dự luật trước tiên phải được cả hai viện thông qua, nhưng Sejm có quyền phủ quyết sự từ chối của Thượng viện để thông qua dự luật.
Trong một số trường hợp nhất định, Chủ tịch Sejm triệu tập Quốc hội, một kỳ họp chung cho các thành viên của cả hai viện. Chức năng này chủ yếu mang tính chất nghi lễ, chỉ thỉnh thoảng triệu tập, chẳng hạn như để chứng kiến lễ nhận chức của Tổng thống. Trong những trường hợp đặc biệt, hiến pháp trao cho Quốc hội những trách nhiệm quan trọng, chẳng hạn như quyền đưa Tổng thống ra trước Tòa án Nhà nước (Luận tội).  
Hiện tại hạ viện được kiểm soát bởi đảng Luật pháp và Công lý cầm quyền, nhưng thượng viện được kiểm soát bởi các đảng đối lập (Liên minh Dân sự, Cánh tả và Đảng Nhân dân Ba Lan). Hai phòng tranh luận có các ghế dành riêng cho các đại biểu, thượng nghị sĩ và chủ tịch, được trang bị các thiết bị bỏ phiếu, được các đại biểu và thượng nghị sĩ sử dụng để bỏ phiếu.